# Ransom Riggs
Ransom Riggs (Maryland, 3 februari 1979) is een Amerikaans schrijver van jeugdboeken en filmmaker.

## Biografie
Ransom Riggs werd op 3 februari 1979 geboren op een oude boerderij in Maryland. Hij groeide op in Florida, waar hij schoolliep op de Pine View School for the Gifted. Hij studeerde Engelse literatuur aan het Kenyon College in Ohio en volgde daarna een filmopleiding aan de University of Southern California. Riggs houdt ervan om verhalen te vertellen, zowel via woorden als via beelden. Hij begon op jonge leeftijd verhalen te schrijven op een oude typemachine. Toen hij wat ouder was, kreeg hij een fototoestel als kerstgeschenk en raakte hij geobsedeerd door fotografie. Later begon hij samen met enkele vrienden eigen filmpjes te maken met een oude videocamera. Na zijn studies was hij een vijftal jaar werkzaam als scenarioschrijver en als dagelijkse blogger voor mental floss en voor hun tijdschrift. In 2009 kreeg Riggs de kans voor Quirk Books een boek over Sherlock Holmes te schrijven: The Sherlock Holmes Handbook.
In 2011 schreef hij het fantasieboek Miss Peregrine's Home for Peculiar Children, met als basis zijn voorliefde voor oude foto's en bizarre verhalen. Het boek kwam op de New York Times-bestsellerlijst en datzelfde jaar werden de filmrechten gekocht door 20th Century Fox. In 2014, 2015 en 2018 volgden nog drie romans in de serie De bijzondere kinderen van mevrouw Peregrine.
Riggs woont in Los Angeles en is sinds 2013 gehuwd met de Iraans-Amerikaanse schrijfster Tahereh Mafi.

## Filmografie
- Scar Beneath My Sleeve (korte film)
- Land of Sleep (korte film)
- The Accidental Sea (korte film)
- When It Rains Like This (korte film)
- Talking Pictures (korte film)
- Searching for Miss Peregrine (korte film)